# 신보지
신보지(申寶至, ? ∼ 1196년)는 고려 시대 중기의 무신, 정치인이다. 본관은 미상이다.
출생과 초기 이력에 대한 기록은 미상이다. 여러 관직을 거쳐 명종 때 장군(將軍)이 되고 1181년(명종 11년) 1월 금나라에 진하사로 파견되어 만춘절(萬春節)을 축하하고 귀국하여 동년 12월에 어사중승(御史中丞)이 되었다. 1194년(명종 24) 12월에 수사공 상서좌복야(守司空尙書左僕射)가 되었다.

## 같이 보기
- 무신 정변
- 이의민
- 경대승
- 이강제
- 문적
- 문득려
- 최광유

## 참고 문헌
- 고려사, 고려사절요, 동사강목, 대동운부군옥, 신증동국여지승람